# Stary Mokotów
Stary Mokotów – obszar MSI w dzielnicy Mokotów w Warszawie.

## Położenie

Stary Mokotów na mapie Mokotowa w Warszawie

Stary Mokotów jest położony w północno-zachodniej części dzielnicy Mokotów nad skarpą warszawską.
Według MSI granicami obszaru są ulice Wołoska i Boboli, granica dzielnicy oraz skarpa warszawska.

## Ważniejsze obiekty
- Pole Mokotowskie
- Rogatki Mokotowskie
- Kampus Szkoły Głównej Handlowej
- Teatr Nowy
- Iluzjon Filmoteki Narodowej
- Klub Sportowy Warszawianka
- Park Morskie Oko
- Pałac Szustra
- Muzeum Geologiczne Państwowego Instytutu Geologicznego–Państwowego Instytutu Badawczego
- Muzeum Żołnierzy Wyklętych i Więźniów Politycznych PRL
- Kościół Wniebowstąpienia Pańskiego
- Sanktuarium św. Andrzeja Boboli